# 藤田耕三 (国土交通官僚)
藤田耕三（ふじた こうぞう、1959年〈昭和34年〉10月3日 - ）は、日本の運輸・国土交通官僚。国土交通事務次官を務めた。

## 経歴
大分県大分市生まれ。大分県立大分舞鶴高等学校を経て、1982年3月、東京大学法学部第2類（公法コース）を卒業。国家公務員採用上級甲種試験（法律）に合格し、1982年4月に運輸省へ入省。
2013年8月1日から大臣官房総括審議官、2014年7月8日から鉄道局長、2016年6月21日から総合政策局長、2017年7月7日から大臣官房長を務めた。
2018年7月31日、国土交通審議官に就任（担務は交通関係施策の総括整理）。
2019年7月9日から国土交通事務次官を務め、2020年7月21日、退官。同年11月損害保険ジャパン顧問、五島育英会顧問。
2023年4月1日、独立行政法人鉄道建設・運輸施設整備支援機構の理事長に就任した。

## 年譜
2012年9月まで経歴の出典
- 1982年04月：運輸省入省
- 1985年04月：運輸省国際運輸・観光局観光部企画課企画係長[10]
- 1986年09月：運輸省運輸政策局政策課政策係長[10]
- 1987年08月：宮城県警察本部交通部交通指導課長
- 1989年08月：運輸省航空局飛行場部管理課補佐官
- 1991年
  - 04月：運輸省地域交通局自動車業務課補佐官
  - 07月：運輸省自動車交通局旅客課補佐官
- 1992年08月：運輸省運輸政策局貨物流通企画課補佐官
- 1993年09月：運輸省大臣官房人事課付（外務研修）
- 1994年05月：外務省在ドイツ日本国大使館一等書記官
- 1997年07月：運輸省大臣官房文書課企画官（航空局）
- 1998年
  - 06月：運輸省大臣官房文書課企画官（運輸政策局（政策課））
  - 07月：運輸省大臣官房付（川崎二郎運輸大臣秘書官事務取扱）
- 1999年10月：運輸省大臣官房文書課企画官（運輸政策局（政策課））
- 2000年04月：運輸省大臣官房文書課企画官
- 2001年
  - 01月：国土交通省大臣官房秘書課企画官
  - 07月：国土交通省近畿運輸局企画部長
- 2002年07月：国土交通省近畿運輸局企画振興部長
- 2003年07月：国土交通省鉄道局総務課特定監理業務室長
- 2004年04月01日：国土交通省鉄道局総務課ＪＲ・国鉄清算業務監理室長[11]
- 2005年01月：内閣官房内閣参事官（内閣総務官室）
- 2006年07月：国土交通省自動車交通局旅客課長
- 2008年07月：国土交通省大臣官房付（内閣官房アイヌ政策推進室参事官）
- 2010年08月：国土交通省大臣官房総務課長[12]
- 2011年09月：国土交通省大臣官房政策評価審議官・国土交通省大臣官房秘書室長
- 2012年09月：国土交通省総合政策局公共交通政策部長
- 2013年08月01日：国土交通省大臣官房総括審議官[13][14]
- 2014年07月08日：国土交通省鉄道局長[15]
- 2016年06月21日：国土交通省総合政策局長[16]
- 2017年07月07日：国土交通省大臣官房長[17]、大臣官房広報戦略室長
- 2018年07月31日：国土交通審議官[18]
- 2019年07月09日：国土交通事務次官[19]
- 2020年07月21日：辞職[20]
- 2023年04月01日：独立行政法人鉄道建設・運輸施設整備支援機構理事長[7]